# Niuginitrichia bukamak
Niuginitrichia bukamak är en nattsländeart som beskrevs av Wells 1990. Niuginitrichia bukamak ingår i släktet Niuginitrichia och familjen smånattsländor. Inga underarter finns listade i Catalogue of Life.